# Antonio Gallego Morell
Antonio Gallego Morell (Granada, 10 de enero de 1923–ibídem, 2 de febrero de 2009) fue un escritor, crítico literario y profesor universitario español, catedrático de Literatura y rector de las universidades de Málaga y de Granada. Ostentó el título de VI barón de San Calixto.
Hijo de Eloísa Morell y Márquez y de Antonio Gallego Burín, nació en Granada, en la misma casa familiar que su padre, situada en la placeta de Santa Ana. Estudió bachillerato en los institutos Ángel Ganivet y Padre Suárez y se licenció en 1943 en Filosofía y Letras (Filología Moderna) por la Universidad de Granada. Al mismo tiempo cursó estudios de Derecho en la misma universidad, aunque sin llegar a licenciarse en esta disciplina. En 1947 se doctoró en la Universidad Complutense con premio extraordinario.
Decano de la Facultad de Filosofía y Letras de la Universidad de Granada, en 1972 fue nombrado presidente de la comisión gestora de la Universidad de Málaga, hasta entonces colegio universitario dependiente de la Universidad de Granada, cargo que ocupó hasta 1975. Elegido en 1976 rector de la Universidad de Granada, y reelegido en 1981, ocupó el cargo hasta 1984.
Ocupó diversos cargos en instituciones culturales y políticas de Granada: director del Patronato de la Alhambra y el Generalife, vocal del Patronato de la Fundación Rodríguez-Acosta y de la Casa Museo Manuel de Falla, comisario del Festival Internacional de Música y Danza y director del Museo Casa de los Tiros, delegado provincial del Ministerio de Información y Turismo, concejal del Ayuntamiento de Granada, vicepresidente del Consejo de Administración de la Caja de Ahorros de Granada y presidente del Consejo de Administración de Corporación de Medios de Andalucía, empresa editora del diario Ideal.
Dedicó su actividad investigadora especialmente a los poetas granadinos del Siglo de Oro, Pedro Soto de Rojas y Francisco Trillo y Figueroa, así como a Garcilaso de la Vega, Ángel Ganivet, Gerardo Diego, Federico García Lorca y a los viajes pedagógicos del profesor  Martín Domínguez Berrueta. Escribió numerosos artículos, publicados habitualmente en los diarios ABC, Ideal y [Diario de Granada, y ocasionalmente en Ya, El Alcázar, La Vanguardia, El País e Informaciones. Muchos de estos artículos fueron recogidos en libros como Malaparte, Picasso y otros cuarenta ensayos, Poetas y algo más y Memoria viva.

## Distinciones
- Académico numerario de la Academia de Bellas Artes de Granada.
- Académico de honor de la de Academia de Buenas Letras de Granada.
- Académico correspondiente de la Real Academia Española.
- Académico correspondiente de la Real Academia de la Historia.
- Académico correspondiente de la Real Academia de las Bellas Artes de San Fernando.
- Académico correspondiente de la Real Academia Sevillana de Buenas Letras.
- Académico correspondiente de la Real Academia Bellas Artes de San Telmo de Málaga.
- Académico correspondiente de la Academia das Ciências de Lisboa.
- Académico correspondiente de la Academia Norteamericana de la Lengua Española.
- Premio Manuel Rivadeneyra de la Real Academia Española.
- Premio Menéndez Pelayo del CSIC.
- Premio Aedos de Biografía.
- Premio Nacional de Literatura.
- Premio Fernández Viagas de Investigación de la Junta de Andalucía.